# جيريمي س. سميث
جيريمي س. سميث (بالإنجليزية: Jeremy C. Smith)‏ هو عالم أحياء جزيئية بريطاني، ولد في 9 ديسمبر 1959 في نورتش في المملكة المتحدة.